# Andrea Maffei
Andrea Maffei (Molina di Ledro, 19 de abril de 1798 — Milão, 27 de novembro de 1885) foi um poeta, tradutor, dramaturgo e escritor italiano. Tinha grande experiência com outras línguas e, por isso, traduziu várias obras das línguas inglesa e alemã para a língua italiana, incluindo obras de William Shakespeare e Friedrich Schiller.
Ele foi uma figura importantíssima para o Romantismo em seu país com seus poetas líricos. Em 1879, terminou sua carreira bibliográfica, uma vez que foi eleito senador da República Italiana, dedicando sua vida à política.

## Obras

### Traduções

#### Gessner
- Idilli di Gessner (1821)

#### Thomas Moore
- Gli amori degli angeli (The loves of angels, 1836)
- Canti orientali (Oriental poems, 1836)
- Gli amori degli angioli (The loves of angels, 1839)

#### Byron
- Caino (1852)
- Cielo e terra (1853)
- Parisina (1853)
- Misteri e novelle (Mysteries and novels, 1868)

#### Goethe
- Arminio e Dorotea (1864)
- Fausto (1866)

#### Schiller
- La sposa di Messina (1827)
- Maria Stuarda (Mary Stuart, 1829)
- La vergine d'Orleans (The Maid of Orléans, 1830)
- Guglielmo Tell (William Tell, 1835)
- Maria Stuarda (Mary Stuart, 1835)
- Guglielmo Tell (William Tell, 1844)
- Cabala ed amore (1852)
- La congiura del Fiesco (1853)
- Turandot (1863)[1]

#### Outros trabalhos
- Le satire e le epistole (1853)
- Il paradiso perduto (Paradise Lost, por Milton, 1857)
- Struensee (1863)
- Guglielmo Ratcliff (por Heinrich Heine, 1875)
- L'ode a Pirra (por Horace, c. 1880)
- Poeti tedeschi (German poets, 1901)

### Trabalhos originais
- La preghiera  (1829)
- Studi poetici (1831)
- Dal Benaco (1854)
- Poesie varie (1859)
- Arte, affetti, fantasie (1864)
- E' morto il re! (1878)
- Liriche (1878)
- Affetti (1885)
- Ghirlanda per una sposa (1886)

### Livros
- I masnadieri (Her Majesty's Theatre, London, 22 July 1847, music by Giuseppe Verdi)
- David Riccio : 2 act drama, with prologue (1849) music by Vinc. Capecelatro (1850)
- Macbeth (Additions to the original): 4 part melodrama, music by Giuseppe Verdi (1850)